# Ordine al merito delle Forze di polizia
L'Ordine al merito delle Forze di Polizia è un'onorificenza al merito concessa dal Canada e riservata unicamente agli appartenenti alle forze di polizia canadesi.

## Storia
La Canadian Association of Chiefs of Police nel 1996 avanzò alla Cancelleria delle Onorificenze della Rideau Hall la proposta per la fondazione di un ordine al merito per le forze di polizia canadesi, modellato sulle forme dell'Ordine al merito militare. Questo venne promosso anche dall'Avvocato Generale del Canada dell'epoca, Herb Gray, e tutti gli organismi statali furono concordi nell'accettare l'idea della fondazione e finalmente, il 3 ottobre 2000 la regina Elisabetta II del Regno Unito appose il proprio sigillo sul decreto di fondazione. La prima cerimonia di concessione delle onorificenze ebbe luogo il 17 maggio 2002.

## Classi
L'Ordine dispone delle seguenti classi di benemerenza che danno diritto a dei post nominali qui indicati tra parentesi:
- Commendatore (COM)
- Ufficiale (OOM)
- Membro (MOM)

| Nastri       |                 |                    |
| Membro (MOM) | Ufficiale (OOM) | Commendatore (COM) |

## Insigne
- La medaglia dell'Ordine riprende il medesimo disegno dell'Ordine al merito Militare del Canada, consistendo in una croce patente smaltata di blu con quattro braccia uguali, al centro della quale si trova un disco con una foglia di acero (rossa per il grado di Commendatore, oro per il grado di Ufficiale e d'argento per il Membro) su sfondo bianco, circondata da un anello smaltato di rosso con in oro le parole MERIT • MÉRITE • CANADA.
- Il nastro è giallo con una striscia blu per parte. Al centro viene caricato di una croce patente con foglia d'acero di colore differente a seconda del grado.